# San Vero Milis
San Vero Milis ist eine italienische Gemeinde (comune) mit 2408 Einwohnern (Stand 31. Dezember 2023) in der Provinz Oristano auf Sardinien. Die Gemeinde liegt etwa 12 Kilometer nördlich von Oristano am Stagno di Sale 'e Porcus.
Die Nuraghensiedlung (italienisch Villaggio nuragico) S’Urachi, die als regionales Zentrum diente, liegt nördlich von San Vero Milis.

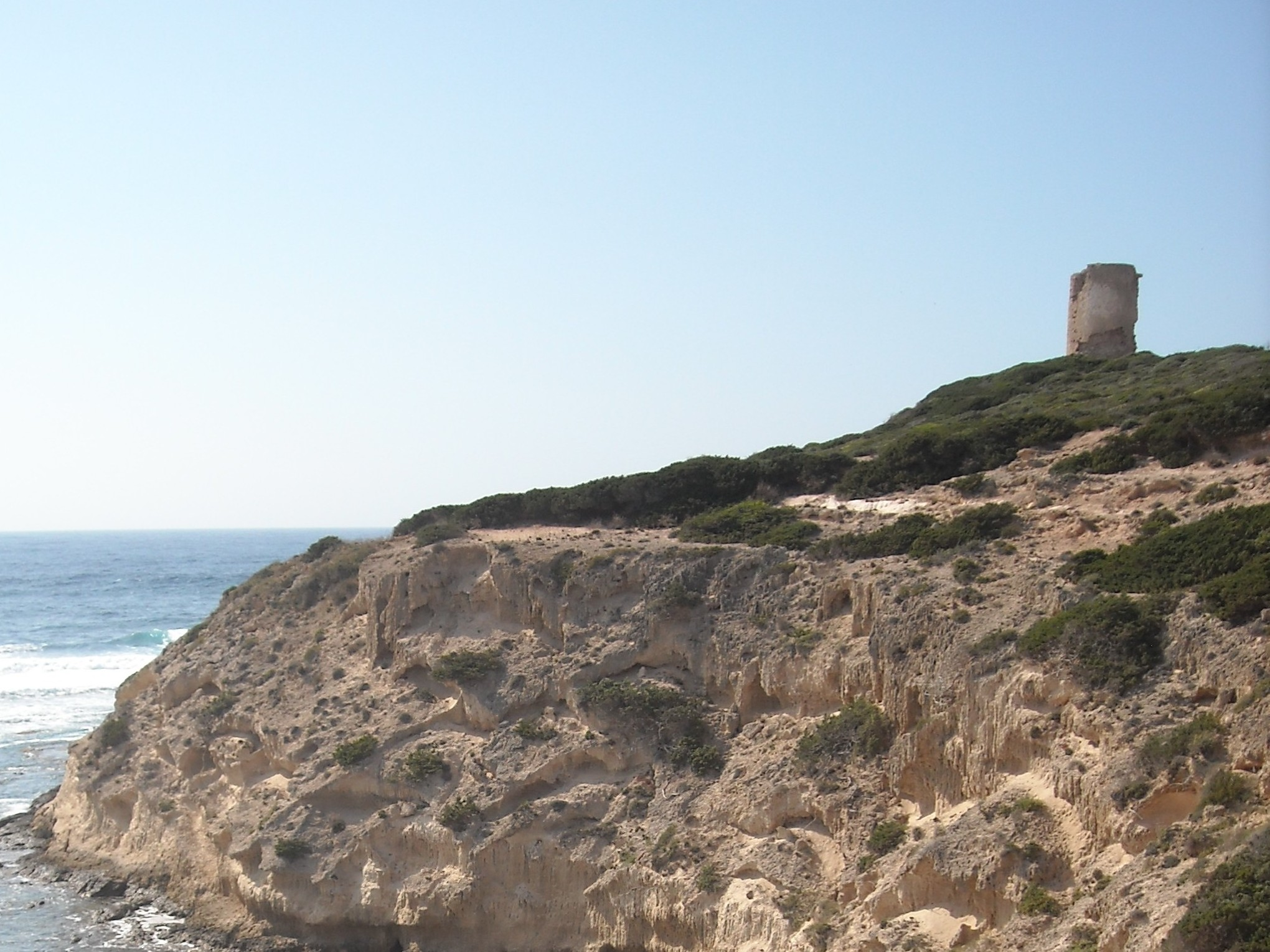
Torre di Capo Mannu

Serra is Araus bei San Vero Milis ist eine Nekropole mit Domus de Janas. Die Ausgrabungen von 2013 ermöglichten die Entdeckung zweier neuer Hypogäen und die Belege für ein Nuraghendorf. Insbesondere wurden Spuren eines Gebäudes gefunden, in dem ein großes Nuraghenmodell aufgestellt war.